# Фаут, Филипп
Филипп Йохан Генрих Фаут (нем. Philipp Johann Heinrich Fauth, 19 марта 1867, Бад-Дюркхайм — 4 января 1941, Грюнвальд) — немецкий астроном, сотрудник Аненербе.

## Биография
Работал школьным учителем. Был астрономом-любителем, работал в обсерватории в Ландштуле. В начале XX века познакомился с Гансом Хёрбигером, который при наблюдении Луны «интуитивно» понял, что вся её поверхность покрыта километровым слоем льда. Из этого ложного представления Хёрбигер развил доктрину вечного льда. Свою главную работу, «Ледовую космогонию», он написал совместно с Фаутом. Доктрина вечного льда, давно отвергнутая как псевдонаучная, в 1920-30-е годы была достаточно популярна. Её приверженцами были некоторые лидеры национал-социализма, в том числе Генрих Гиммлер.
В 1938 году Фаут был назначен Гиммлером на профессорскую должность и получил обсерваторию в Грюнвальде. При поддержке нацистов Фаут впоследствии смог создать свою собственную обсерваторию. С января 1939 года возглавлял исследовательский отдел астрономии Аненербе.
Именем Фаута назван кратер на Луне.

## Сочинения
- Hörbigers Glacial-Kosmogonie, 1913.
- Mondesschicksal. Wie er ward und untergeht. Leipzig, R. Voigtländer, 1925.
- Der Mond und Hörbigers Welteislehre, Leipzig, Koehler & Amelang, 1925.
- Unser Mond, neues Handbuch für Forscher, Breslau, 1936.